# Hiempsal II
Hiempsal II var en kung av Numidien under första århundradet f.Kr.
Hiempsal återinsattes i sitt rike av Pompejus efter att ha blivit förjagad av Marius anhängare. Han författade en skrift om afrikanska förhållanden med titeln Puniska böcker, åberopad av Sallustius.